# Moshe Chaim Luzzatto
Moisés Ḥayyim Luzzatto; Luzzatti: em hebraico:  משה חיים לוצאטו - RaMHaL (um acrônimo heb.: רמח"ל) (Pádua, c. 1707 - Acre, 6 de maio de 1747) foi um cabalista, escritor de obras éticas, retórico, lógico e um dos fundadores da poesia hebraica moderna.

## Panorama geral

### Vida
Seu pai era o rico comerciante Jacob Luzzatto, e sua mãe também era descendente da família Luzzatto. Ele foi cuidadosamente educado por seu pai em latim e em outras línguas. Aos treze anos ele entrou no Talmud Torá da sua cidade natal, que era então amplamente conhecida através dos ensinamentos de Judá Minz, e que contava entre os seus instrutores Isaiah Bassani e Isaac Ḥayyim Cohen de Cantarini, com os primeiros dos quais Luzzatto era especialmente íntimo. Ele leu onivagiosamente na biblioteca do Talmud Torá, sendo atraído particularmente pelas obras cabalísticas que encontrou lá.
Benjamin ha-Kohen Vital de Reggio, um aluno de Moisés Zacuto e pai-de-lei de Bassani, parece ter exercido uma grande influência sobre o desenvolvimento de Luzzatto como poeta e cabalista. Luzzatto logo pegou as obras de Isaac Luria, esforçando-se para dominar a Cabala prática com sua ajuda; e instruiu seus antigos professores em seus mistérios em uma escola que ele abriu em sua própria casa depois que Bassani se mudou para Reggio.

#### Seu saltério
Em tenra idade ele começou um estudo aprofundado da língua hebraica e da composição poética. Ele escreveu epitálamo e elegias, um exemplo notável do último sendo o fúnebre sobre a morte de seu professor Cantarini, um poema elevado de vinte e quatro versos escritos em hebraico clássico. Antes de completar seu vigésimo ano, Luzzatto começou sua composição de cento e cinquenta hinos inspirados no Saltério Bíblico.
Nestes salmos, compostos em conformidade com as leis do paralelismo, ele se libertou de todas as influências estrangeiras, imitando o estilo da Bíblia tão fielmente que seus poemas parecem inteiramente um renascimento das palavras e pensamentos bíblicos.
Eles provocaram a crítica dos rabinos, no entanto, e foram uma das causas das perseguições a que Luzzatto foi posteriormente submetido. Rabbi Jacob Poppers, de Frankfort-on-the-Main, achava imperdoável tentar igualar-se ao "ungido do Deus de Jacó".
Apenas dois salmos são conhecidos, dos quais se pode dizer com certeza que eles pertenciam ao saltério de Luzzatto; além disso sete hinos por ele que foram cantados na inauguração da sinagoga espanhola aumentada em Pádua apareceram no trabalho Ḥanukkat ha-Maron (Veneza, 1729); mas não é certo se foram tirados do saltério.
Quando jovem, Luzzatto também ensaiava poesia dramática, escrevendo aos dezessete anos seu primeiro drama bíblico, Shimshon u-Felistim, do qual apenas fragmentos foram preservados, em outra obra sua. Essa produção juvenil prefigura o futuro mestre; é perfeito em versificação, simples em linguagem, original e pensativo em substância. Este primeiro grande trabalho foi seguido pelo Leshon Limmudim, uma discussão do estilo hebraico com uma nova teoria da versificação hebraica, na qual o autor mostrou seu conhecimento profundo da retórica clássica. É em certo sentido uma demonstração científica do estilo italiano neoclássico, em contraste com o medieval. Há uma grande diferença entre o estilo de Luzzatto, que lembra a simplicidade, suavidade e vigor da Bíblia, do trabalho insípido e exagerado e afetado de seus contemporâneos. O livro, dedicado a seu professor Bassani, foi impresso em Mântua, em 1727, com um texto que se desvia do manuscrito anteriormente na posse do MS Ghirondi.
No mesmo ano ou um pouco mais tarde, Luzzatto escreveu seu drama alegórico do festival Migdal 'Oz (ou Tummat Yesharim), por ocasião do casamento de seu amigo Israel Benjamin Bassani. Esta peça de quatro atos, que mostra influências latinas e italianas, bem como bíblicas, ilustra a vitória da justiça sobre a iniqüidade. É magistral em versificação e melodiosa na linguagem, as passagens líricas sendo especialmente elevadas; tem uma riqueza de imagens agradáveis que lembram o Pastor Fido de Guarini. O drama foi editado por M. Letteris e publicado com notas de S.D. Luzzatto e prolegômena de Franz Delitzsch, Leipsic, 1837.

### Obras Cabalísticas
A Cabalá, no entanto, atraiu Luzzatto mais do que a ciência ou a poesia; e ele foi tomado de que desfrutava do favor especial de um gênio celestial (maggid.;) que lhe dava revelações divinas como fizera a seus predecessores cabalísticos. Que ele tinha visões celestiais e que ele conversou com o profeta Elias, Adão, os Patriarcas e outros; e ele finalmente soube consigo de que ele era o Messias, chamado para redimir a humanidade e mais especialmente Israel.

#### Muitas obras cabalísticas, incluindo
1. Shib'im Tiḳḳunim,
2. Kelale Ḥokmat ha-Emet,
3. Pitḥe Ḥokmah,
4. Ma'amar ha-Ge'ullah,
5. Liḳḳuṭe Kawwanot,
6. Ḥibbur 'al Ḳohelet,
7. Ma'amar ha-Wikkuaḥ,
8. Perush' al 'Aseret ha-Dibrot,
9. Ma'amar 'al ha-'Iḳḳudim Asher ser-Sefer ha-Zohar,
10. Perush la-Tiḳḳunim ha-Meyuḥasim le-RaSHBI,

##### O fruto da aberração de uma grande mente.
Ele explicou seus ensinamentos em puro e simples hebraico, reminiscentes da linguagem da Mixná. Em seu comentário cabalístico sobre o Pentateuco, por outro lado, que ele intitulou Zohar Tinyana, ele imitou a linguagem do Zohar.
Chance revelou seu segredo.
Enquanto Luzzatto visitava seu professor Bassani em Reggio, um estudioso com o nome de (Rafael) Israel Ḳimḥi (autor do "Avovat Israel") veio a Pádua por alguns dias, e os discípulos de Luzzatto mostraram-lhe os escritos de seu mestre.
Ḳimḥi guardou sua descoberta enquanto estava em Pádua; mas em Veneza ele falou disso.
A reputação de Luzzatto como cabalista logo se espalhou por toda parte, atraindo muitos alunos, enquanto sua cidade natal também começou a despertar para sua grandeza e a honrá-lo de várias maneiras.

###### Oposição e Polêmica
Entre os alunos de Luzzatto havia um polonês, Jekuthiel b. Löb Gordon, de Wilna, que havia chegado à universidade em 1729 para estudar medicina.
Em casa, ele dera muito tempo ao Talmude e a outras literaturas judaicas; e agora, colocando seus outros estudos de lado, ele assumiu a Cabala sob Luzzatto.
Fascinado por seu professor, ele descreveu suas impressões, juntamente com as visões de Luzzatto, em uma carta a Meir H. Bösing, que, por um truque do destino, caiu nas mãos do agente da corte Mordecai Jaffe, de Viena. Jekuthiel então escreveu uma carta para R. Joshua Höschel de Wilna, na qual ele incluiu uma folha do Zohar Tinyana. A reputação de Luzzatto, portanto, se espalhou para além da Itália; e enquanto os seguidores da Cabala se alegravam em seu novo discípulo, seus oponentes, que não haviam esquecido os problemas causados pelo Shabbethai Ẓebi, 'olhei com apreensão para o trabalho de Luzzatto.
O principal deles foi Moisés Ḥagiz de Altona. Os rabinos venezianos tinham ainda outro motivo de queixa contra Luzzatto, pois quando o trabalho anticarístico de Ari de Modena "Ari Noham" (ou "Sha'agat Aryeh") caiu em suas mãos, ele escreveu a resposta apontada uoḳer u-Meḳubbal (ou Ma'amar ha-Wikkuaḥ), no qual ele atacou de forma insensível o famoso rabino veneziano.
Os outros rabinos, portanto, se opuseram indignados a Luzzatto, que agora se achava a contragosto o centro da discussão pública.
Todo esforço foi feito para condená-lo; e letras e responsa se multiplicaram em Pádua, Veneza, Livorno e Altona. Nenhuma medida decisiva foi tomada na época na própria Itália; mas os rabinos alemães, cedendo aos inimigos de Luzzatto que eram chefiados por Moses Ḥagiz,
Os rabinos venezianos pediram a Bassani em Reggio que explicasse a Luzzatto as conseqüências de suas ações e que participasse ativamente da controvérsia em geral.
Bassani então foi a Pádua e induziu Luzzatto a declarar por escrito perante os delegados do rabinato veneziano que renunciaria aos ensinamentos da Cabala, não mostraria suas obras a ninguém, e não publicaria nada no futuro sem a aprovação de seu professor.
Bassani e outros homens confiáveis. As obras de Luzzatto foram trancadas em um caixão, uma das quais foi dada a Bassani e outra aos representantes do rabinato veneziano.
O próprio Luzzatto recebeu o título de rabino.

### Atividade Cabalística Renovada
Ele agora parecia definitivamente ter renunciado a sua conexão com a Cabala, e voltou-se novamente para a literatura, produzindo seus melhores poemas.
Ele viajou, cultivou seus amigos, casou com a filha de R. David em Mântua e participou também dos negócios de seus parentes. Apesar de tudo isso, ele não pôde resistir permanentemente às atrações da cabala.
- Kelalim Rishonim le-Ḥokmat ha-Emet,
- Tefilá we-Shir 'al Ge'ullat Miẓrayim,
- Tefilá we-Shir' al Mattan Torá",
- Wikkuaḥ ben ha-Sekel weha-Neshamah.

A notícia chegou aos rabinos venezianos, quem havia sido informado de que Luzzatto pretendia também publicar sua polêmica contra León de Modena.
Eles emprestaram um ouvido crédulo àqueles que foram escolhidos para assistir Luzzatto; e quando ele se recusou a fazer um juramento de que ele não iria publicar mais trabalhos sem submetê-los à censura do rabinato veneziano, os seis rabinos de Veneza pronunciaram (em dezembro de 1734) uma proibição sobre ele e suas obras, e fez isso incumbência a todos que possuíssem cópias de seus escritos para entregá-los ao rabinato.
A notícia da proibição foi enviada a todas as comunidades da Alemanha; e Ḥagiz foi informado da vitória que ganhou.
Agora era impossível para Luzzatto permanecer na Itália; pois ele foi abandonado por todos, exceto Bassani e alguns amigos fiéis. Ele decidiu então emigrar para Amsterdã. Na jornada, ele não negligenciou exortar seus alunos à perseverança e harmonia.
Em Frankfort-on-the-Main, uma profunda humilhação o aguardava: ele tinha que prometer sob juramento desistir de seus estudos místicos e não imprimir ou até escrever uma frase cabalística no conteúdo.
Só no seu quadragésimo ano seria permitido estudar os mistérios da cabala e, depois, somente na Terra Santa, em companhia de homens dignos.
Esta declaração foi comunicada a muitos rabinos em diferentes países; e as obras de Luzzatto foram tiradas dele.

#### Em Amsterdã
Luzzatto foi recebido em Amsterdã com grande honra. Foi recebido na casa do proeminente Moisés de Chaves, cujo filho ele ensinou, e a comunidade sefardita lhe ofereceu um salário; mas, preferindo sua independência pessoal, ele se sustentava ao moer lentes ópticas.
Ele dedicou seu tempo livre para estudar e ensinar, e logo conseguiu enviar para sua esposa, filho e pais, que também foram cordialmente recebidos. Luzzatto agora retomou sua correspondência com Bassani e seus alunos; ele recomendou o último ao seu professor e exortou-os a permanecer fiéis ao estudo da Cabala. Essa correspondência ficou conhecida dos rabinos de Veneza, e como eles não podiam fazer mais nada a Luzzatto, eles atacaram Bassani, que era suspeito de ter aberto o caixão que continha as obras de Luzzatto.
A proibição foi então renovada contra aqueles que haviam proibido obras de Luzzatto e que não entregaram o mesmo ao rabinado de Veneza. Enquanto isso, a reputação de Luzzatto aumentava em Amsterdã. Ele conquistou a amizade dos principais homens e demonstrou grande atividade como professor, continuando seus estudos cabalísticos.
Naquela cidade ele publicou as seguintes obras:
- Mesillat Yesharim (1740), uma pesquisa popular de ética religiosa, que foi amplamente lida;
- Derek Tebunot um tratado talmúdico e metodológico (1743);
- Ma'amar ha-'Iarim we Ma'amar 'al ha-Aggadot we Derek Ḥokmah" we Ma'amar ha-Ḥokmah, obras menores, tratando de vários assuntos (1743);
- La-Yesharim Tehillah, o drama alegórico escrito sobre o casamento de seu aluno Jacob de Chaves

Está última; uma obra de arte única em literatura neo-hebraica, magistralmente em forma, linguagem e pensamento, um monumento a seus grandes dons, equipado para imortalizá-lo e a língua na qual ele o compôs. "Este drama, que em sua trama simples tem muita semelhança com o de" Migdal 'Oz ", está intimamente ligado ao sentimento com as obras éticas escritas por Luzzatto em Amsterdã e é cheio de pensamentos grandiosos.
Foi imitado por muitos por conta de seu estilo, que é modelado, embora com grande liberdade, sobre o da Bíblia, Luzzatto tinha apenas cinquenta cópias impressas, distribuídas entre os membros proeminentes da comunidade sefardita da cidade.
Em Amsterdã, Luzzatto viveu calma e confortavelmente por dez anos, fazendo uma curta visita a Londres. Quando seu período de (aparente) renúncia à cabala chegou ao fim, ele ficou cheio de saudades da Terra Santa e, depois de muitas dificuldades, chegou com sua esposa e filho em Safed.
Trocou algumas cartas com seus discípulos em Pádua, nas quais falou de seus objetivos e esperanças; mas no meio de seus planos para o futuro, ele, junto com sua esposa e filho, morreu da praga em seu quadragésimo ano e foi enterrado em Tiberíades ao lado de R. Akiva.

## Biografia
- Jacob Emden, Torat ha-Ḳena'ot;
- M. S. Ghirondi, in Kerem Ḥemed, ii. 54 et seq.;
- J. Almanzi, ib. iii. 113 et seq.;
- Franz Delitzsch, Zur Gesch. der Jüdischen Poesie, pp. 89 et seq.;
- Jost, Gesch. des Judenthums und Seiner Sekten, iii. 179 et seq.;
- Grätz, Gesch. x. 369 et seq.;
- Zunz, Literaturgesch. p. 449;
- Autobiografia di S. D. Luzzatto Preceduta di Alcune Notizie Storico-Letterarie sulla Famiglia Luzzatto, Padua, 1882;
- Abraham Kahan, Rabbi Ḥayyim Luẓẓaṭṭo, Warsaw, 1899;
- Kaufmann, Poésies de Moïse Hayyim Luzzatto, etc., in R. E. J. xxxix. 133 et seq.;
- Halberstam, ib. 317 et seq.